# Thomas Cousseau
Pour les articles homonymes, voir Cousseau.

Thomas Cousseau est un comédien français né le 6 juin 1968 à Saint-Nizier-du-Moucherotte.

## Biographie
Issu du monde du théâtre, Thomas Cousseau naît le 6 juin 1968 à Saint-Nizier-du-Moucherotte. Élève de Catherine Hiegel et Daniel Mesguich au Conservatoire national supérieur d'art dramatique (CNSAD), il joue avec Christian Schiaretti, Laurent Terzieff, Roger Planchon, Pierre Vial, Françoise Petit, Ludovic Lagarde, Marion Bierry, Jean-Christophe Hembert et Christian Crozet, entre autres.
Au cinéma et à la télévision, il tourne pour Jean-Pierre Denis, Alexandre Astier (le Lancelot du Lac de Kaamelott), Étienne Dhaene, Michel Hassan, Jacques Meny et Laurence Ferrera Barbosa. Il apparaît également dans un épisode de la série Groupe flag, dans un épisode de Julie Lescaut et dans la série policière PJ.
Il a traduit Henry IV, Macbeth et Timon d'Athènes qu'il a également interprété dans le rôle-titre. On l'a également vu sur scène dans Le Génie des forêts d'Anton Tchekhov, aux côtés de Jean-Pierre Darroussin, ainsi que dans le rôle de Macbeth.
Il est interviewé par Christophe Chabert dans l'acte V « Les chevaliers de la Table ronde » du film documentaire Aux Sources de Kaamelott réalisé entre 2006 et 2010 pour accompagner l'intégrale « Les Six Livres » des DVD de la série télévisée Kaamelott d'Alexandre Astier.
Thomas Cousseau est engagé auprès de l'association Tournesol, artistes à l'hôpital. Accompagné du guitariste Jean-Marc Zvellenreuther, il se fait depuis plus de quinze ans conteur pour les patients hospitalisés.

## Théâtre
- 2023 : L'île des esclaves de Marivaux, mise en scène Christophe Lidon : Trivelin
- 2022 : Les Fâcheux de Molière, mise en scène de Julia de Gasquet
- 2020 : Fracasse, d’après Théophile Gautier, mise en scène Jean-Christophe Hembert : Baron de Sigognac
- 2017 : Trissotin ou les femmes savantes, relecture de la pièce de Molière, mise en scène Macha MakeÏeff : Chrysale
- 2014 :  Changer constamment en lumière et en flamme, de Michel Onfray, mise en scène Patrick Simon, adaptation Dominique Paquet, théâtre Artistic Athévains
- 2013 :  Changer constamment en lumière et en flamme, de Michel Onfray, mise en scène Patrick Simon, Théâtre de Saint-Maur : Michel Onfray
- 2013 : À torts et à raisons de Ronald Harwood, mise en scène Odile Roire, Théâtre Rive gauche : Helmuth Rode
- 2012 : Lettre d'une inconnue de Stefan Zweig, mise en scène Christophe Lidon, Théâtre des Mathurins : L'écrivain R.
- 2010 : Les Peintres au charbon de Lee Hall, mise en scène Marion Bierry, théâtre Artistic Athévains : Robert Lyons
- 2010 : L'Infâme de Roger Planchon, mise en voix Jacques Rosner, Théâtre Ouvert
- 2009 : Les Peintres au charbon de Lee Hall, mise en scène Marion Bierry, Théâtre du Passage : Robert Lyons
- 2008 : La Fausse Suivante de Marivaux, mise en scène Cécile Perrot, Studio Théâtre de Montreuil
- 2007 : L'Illusion comique de Pierre Corneille, mise en scène Marion Bierry, Théâtre de Poche-Montparnasse, Théâtre Hébertot : Clindor
- 2006 : Macbeth de William Shakespeare, mise en scène Cécile Perrot, Studio Théâtre de Montreuil : Macbeth
- 2005 : Le Génie des forêts d'Anton Tchekhov, mise en scène Roger Planchon, TNP Villeurbanne - Reprise en 2006, Théâtre Gérard-Philipe : Professeur Khrouchtchev
- 2004 : Jackets ou la main secrète d'Edward Bond, mise en scène Jean-Christophe Hembert, Centre dramatique national des Alpes : l'Aumônier
- 2004 : La Surprise de l'amour de Marivaux, mise en scène Pierre Lambert[Lequel ?]
- 2003 : Dernières lettres de Stalingrad de Theodor Plievier, mise en scène Laurent Terzieff
- 2002 : S'agite et se pavane d'Ingmar Bergman, mise en scène Roger Planchon - Reprise en 2004, Théâtre Comédia : Johan Egerman, Fredrik Blom
- 2001 : Timon d'Athènes de William Shakespeare, mise en scène Jean-Christophe Hembert, Les Subsistances : Timon
- 2000 : Le Cochon noir de Roger Planchon, mise en scène de l'auteur, TNP Villeurbanne, Théâtre national de la Colline
- 1999 : L'Avare de Molière, mise en scène Roger Planchon, TNP Villeurbanne - Reprise en 2001, Odéon-Théâtre de l'Europe : Valère
- 1998 : La Dame de chez Maxim de Georges Feydeau, mise en scène Roger Planchon, Opéra-Comique, TNP Villeurbanne
- 1998 : Les Démons d'après Fiodor Dostoïevski, mise en scène Roger Planchon, Opéra-Comique, TNP Villeurbanne
- 1998 : Horace de Corneille, mise en scène Marion Bierry, Théâtre de l'Œuvre
- 1996 : Ivanov d'Anton Tchekhov, mise en scène Ludovic Lagarde, Festival du Jeune Théâtre d'Alès
- 1995 : Le Radeau de la Méduse de Roger Planchon, mise en scène de l'auteur, TNP Villeurbanne - Reprise en 1997, Théâtre national de la Colline

## Filmographie

### Long-métrage
- 2021 : Kaamelott : Premier Volet d'Alexandre Astier : Lancelot du Lac
- 2025 : Kaamelott : Deuxième volet partie 1 d’Alexandre Astier : Lancelot du Lac

### Courts-métrages
- 300 000 kilomètres/seconde : Lucien Lacroix (court-métrage[5])
- 2012 : Jeux funèbres de Christophe Binder : Alexandre[6]
- 2003 : Dies iræ d'Alexandre Astier : Lancelot du Lac

### Film documentaire
- Aux Sources de Kaamelott de Christophe Chabert

### Téléfilms
- Rumeurs de Etienne Dhaene : Thomas
- 2022 : Tu ne tueras point de Leslie Gwinner

### Séries télévisées
- 2007 : PJ : Michon (Saison 12, épisodes 1 à 6)
- 2005-2009 : Kaamelott : Lancelot du Lac
- Femmes de loi : Gérard Pillet (saison 6, épisode 1)
- Sœur Thérèse.com : Berthier  (saison 5, épisode 2)
- Greco : Jean-Marc Archambaut (saison 1, épisode 2)
- Occido Ward - Incipit : Edgar Ward (épisode 0)
- 2016 : Caïn : Yann (saison 4, épisode 7)
- Boulevard du Palais : Garcin (saison 17, épisode 1)
- 2019 : Section de recherches (saison 13, épisode 9) : Félix Hirigoyen

### Doublage
Thomas Cousseau a doublé Silvio Otteanu dans le rôle de Philippe d'Aunay dans la série Les Rois Maudits de Josée Dayan en 2005.